# IHF Super Globe
Il IHF Super Globe è una competizione di pallamano riservata alle squadre maschili vincitrici dei tornei continentali organizzati dalle cinque confederazioni appartenenti alla IHF e mette in palio il titolo di Campione del mondo per club.

Alla competizione prendono parte i campioni continentali provenienti dall'AHF (Asia), dalla CAHB (Africa), dalla EHF (Europa), dall'OHF (Oceania), della NACHC (Nord America e Caraibi) e dalla SCAHC (Centro e Sud America).

## Formato
L'attuale formato del campionato mondiale per club prevede la suddivisione delle dodici squadre partecipanti in quattro gironi. Si qualificano per la fase successiva le prime classificate di ogni girone, che si incroceranno in semifinali e finale. Le squadre qualificatesi seconde e terze nel girone disputeranno le finali di classificazione (semifinali e finali dal 12º al 3º posto).

## Albo d'oro
| Edizione                                            | Date                                    | Vincitore            | Punteggio            | Finalista            | Sede finale                   | Spettatori           |
| --------------------------------------------------- | --------------------------------------- | -------------------- | -------------------- | -------------------- | ----------------------------- | -------------------- |
| 1996                                                | Dal 1º giugno 1997 all'8 giugno 1997    | Cantabria            | 30 - 29              | Drammen              | Vienna                        |                      |
| Dal 1997 al 2001 la competizione non si è disputata |                                         |                      |                      |                      |                               |                      |
| 2002                                                | Dal 3 giugno 2002 al 9 giugno 2002      | Al-Sadd              | Girone unico         | Magdeburgo           | Doha                          |                      |
| Dal 2003 al 2006 la competizione non si è disputata |                                         |                      |                      |                      |                               |                      |
| 2007                                                | Dal 5 giugno 2007 al 9 giugno 2007      | Ciudad Real          | Girone unico         | Al Ahly              | Il Cairo                      |                      |
| Dal 2007 al 2009 la competizione non si è disputata |                                         |                      |                      |                      |                               |                      |
| 2010                                                | Dal 17 maggio 2010 al 21 maggio 2010    | Ciudad Real          | 30-25                | Al-Sadd              | Doha                          | 2500                 |
| 2011                                                | Dal 14 maggio 2011 al 18 maggio 2011    | Kiel                 | 28-25                | Ciudad Real          | Doha                          |                      |
| 2012                                                | Dal 27 agosto 2012 al 1º settembre 2012 | Atlético Madrid      | 28-23                | Kiel                 | Doha                          | 2000                 |
| 2013                                                | Dal 25 agosto 2013 al 30 agosto 2013    | Barcellona           | 27-25                | Amburgo              | Doha                          | 2000                 |
| 2014                                                | Dal 7 al 12 settembre 2014              | Barcellona           | 34-26                | Al-Sadd              | Doha                          | 3000                 |
| 2015                                                | Dal 7 al 10 settembre 2015              | Füchse Berlino       | 28-27                | Veszprém             | Doha                          | 5000                 |
| 2016                                                | Dal 5 all'8 settembre 2016              | Füchse Berlino       | 29-28                | Paris-Saint Germain  | Doha                          |                      |
| 2017                                                | Dal 25 al 28 agosto 2017                | Barcellona           | 29-25                | Füchse Berlino       | Doha                          | 3000                 |
| 2018                                                | Dal 16 al 19 ottobre 2018               | Barcellona           | 29-24                | Füchse Berlino       | Doha                          | 1500                 |
| 2019                                                | Dal 27 al 31 agosto 2019                | Barcellona           | 34-32                | Kiel                 | Dammam                        | 1000                 |
| 2020                                                | Titolo non assegnato                    | Titolo non assegnato | Titolo non assegnato | Titolo non assegnato | Titolo non assegnato          | Titolo non assegnato |
| 2021                                                | Dal 5 al 9 ottobre 2021                 | Magdeburgo           | 33-28                | Barcellona           | Jeddah                        | 3257                 |
| 2022                                                | Dal 18 al 23 ottobre 2022               | Magdeburgo           | 41-39                | Barcellona           | Dammam                        | 3120                 |
| 2023                                                | Dal 7 al 12 novembre 2023               | Magdeburgo           | 34-32                | Füchse Berlino       | Dammam                        | 1800                 |
| 2024                                                | Dal 27 settembre al 3 ottobre 2024      | Veszprém             | 34-33                | Magdeburgo           | Nuova Capitale Amministrativa | 3000                 |

## Riepilogo edizioni vinte per squadra
| Numero | Club            | Anni                         |
| ------ | --------------- | ---------------------------- |
| 5      | Barcellona      | 2013, 2014, 2017, 2018, 2019 |
| 3      | Magdeburgo      | 2021, 2022, 2023             |
| 3      | Füchse Berlino  | 2015, 2016                   |
| 3      | Ciudad Real     | 2007, 2010                   |
| 1      | Veszprém        | 2024                         |
| 1      | Atlético Madrid | 2012                         |
| 1      | Kiel            | 2011                         |
| 1      | Al-Sadd         | 2002                         |
| 1      | Cantabria       | 1996                         |

## Riepilogo edizioni vinte per nazione
| Numero | Nazioni  | Club                                                                                         |
| ------ | -------- | -------------------------------------------------------------------------------------------- |
| 9      | Spagna   | Barcellona - 5 titoli Ciudad Real - 2 titoli Cantabria - 1 titolo Atlético Madrid - 1 titolo |
| 5      | Germania | Füchse Berlino - 2 titoli Magdeburgo - 2 titolo Kiel - 1 titolo                              |
| 1      | Ungheria | Veszprém - 1 titolo                                                                          |
| 1      | Qatar    | Al-Sadd - 1 titolo                                                                           |